# シーサワット・ケーオブンパン
シーサワット・ケーオブンパン（ラーオ語: ສີສະຫວາດ ແກ້ວບຸນພັນ / Sisavath Keobounphanh, 1928年5月1日 - 2020年5月12日）は、ラオスの軍人、政治家。初代ラオス人民民主共和国副主席、第3代ラオス人民民主共和国首相、ラオス人民革命党政治局員、ラオス国家建設戦線議長などを歴任した。最終階級は大将。

## 経歴
シーサワットは1928年5月1日、北部フアパン県のタイデン族（赤ターイ族）の家庭に生まれた。1947年4月にラーオ・イサラ（自由ラオス）に参加し、1955年3月のラオス人民党結党に参加した革命第一世代である。ラオス内戦中の1962年はじめ、ラオス北部のルアンナムターで、左派パテート・ラーオ軍を率いて右派王国軍を撃破。このことが、アメリカの援助を背景とした右派の強硬姿勢を崩し、三派の交渉妥結に大いに貢献した。このときの功績から、現在のラオス軍に大きな影響力を持っている。
内戦末期の1972年2月に開催された第2回党大会において、ラオス人民党はラオス人民革命党に改組された。シーサワットはこの党大会で党中央委員に選出され、党内序列第9位となる。内戦はパテート・ラーオ軍の勝利に終わり、1975年12月2日にラオス人民民主共和国が建国されると、シーサワットは首相府大臣に任命され、間もなくヴィエンチャン県党委員会書記を兼任した。その後は、ラオス人民軍総参謀長、ヴィエンチャン市党委員会書記を歴任。1980年12月に大将に昇格。1982年4月の第3回党大会で党中央委員に再選されると、新たに書記局員に任命され、内務大臣を兼ねることになった。しかし党内序列は再び第9位であった。
1986年11月の第4回党大会で党政治局員に選出され、内務大臣職は退いた。この党大会で、党書記長のカイソーン・ポムウィハーンが「チンタナカーン・マイ（新思考）」を提唱して社会主義の枠内での経済の自由・開放化が党の理念に採用されると、シーサワットは改革支持者となる。その後、ヴィエンチャン特別市市長に就任。しかし、外国投資に絡む汚職とタイの軍部やビジネス界との余りに強いつながりを疑われ、1991年3月の第5回党大会で政治局員から一般の中央委員に降格されて序列第15位となる。同年8月、カムタイ・シーパンドーン内閣が発足すると、シーサワットは農林大臣に就任。
1996年3月、第6回党大会で政治局員に復帰し、党内序列第8位となる。この政治局員復帰は、最高指導者となったカムタイ・シーパンドーン首相兼党議長とシーサワットが革命闘争時代から関係が非常に深かったため、カムタイの意向が強く働いた結果とされる。同年6月、国家副主席職が新設され、シーサワットは初代国家副主席に就任した。
1998年2月24日、カムタイ・シーパンドーンが国家主席に昇格すると、シーサワットは後任の首相に就任した。しかし経済低迷を払拭することができず、また政治・社会不安を招いた責任を取り、2001年3月の第7回党大会で政治局員の地位には留まったものの、同年3月27日、首相を辞任した。その後、ラオス国家建設戦線議長に転出。2006年3月の第8回党大会で政治局員に、同年5月のラオス国家建設戦線第8回大会で議長に再選。 
2011年3月、第9回党大会で中央委員に選出されず、引退した。2020年5月12日に死去。

## 人物
自分の二女に日本留学をさせるなど、親日家として有名であった。